# Доісторичний Левант
Доісторичний Левант (прадавні поселення на теренах сучасних Лівану, Сирії, Йорданії, Ізраїлю включно з Палестинською автономією) — охоплює тривалий відрізок часу, з появи протолюдей близько 1,5 млн років тому і аж до бронзового століття.

## Палеоліт
В Палестині мікроіндустрія на місцезнаходженні Еврон (Evron-Quarry) датується віком >1,5 — <2,4 млн років. Мікролітична індустрія на ізраїльській стоянці Бізат Рухама датується віком близько 1 млн років. Довжина артефактів у Бізат Рухамі становила в середньому близько 25 мм. Найбільш ранні сліди людського населення у Південному Леванті виявлені в поселенні Убейдія в долині річки Йордан, яке відноситься до нижнього палеоліту, близько 1,4 млн років тому. Групи кам'яних знарядь відносяться до раннього ашельському типу. Серед пізніх ашельських стоянок слід згадати Гешер Бнот Яаков, печеру Табун та інші, що відносяться до періоду 1'400'000-250'000 років тому. Людські останки нижнього палеоліту з Південного Леванту нечислені; це, зокрема, окремі зуби із Убейдії, довгі кісткові фрагменти з Гешер Бнот Яаков, а також фрагмент черепа з печери Зуттіє (Zuttiyeh, «галілейська людина»).
На думку археологів з Тель-Авівського університету, найдавніші представники виду Homo sapiens жили у печері Кесем (Ізраїль) приблизно 382'000-207'000 років тому.
Період середнього палеоліту (близько 250-48 тис. років тому) представлений в регіоні мустьєрською культурою, відомою за численними стояноками (як у печерах, так і на відкритій місцевості). Хронологія мустьєрского періоду ґрунтується на стратиграфії печери Табун. Людські останки середнього палеоліту включають як неандертальців (печери Кебара, Амуд,  Табун), так і сучасної людини (Кафзех і Схул). Кістки Homo sapiens з печери Міслія (Міслія 1) на горі Кармель датуються віком 194—177 тис. років тому.
Вік останків неандертальців у печерах Ізраїлю оцінюється у 50-45 тис. років.
Верхній палеоліт на території Ерец Ісраель охоплює період 48'000-20'000 років тому. Знахідка намиста з мушлей віком до 42 тис. років дозволила археологам зробити висновок про факт присутності людини розумної в даному регіоні.
Черепна коробка достовірного представника Homo sapiens, знайдена в карстовій печері Манот поблизу Тиверіадського озера (Західна Галілея, Ізраїль), датується віком 51,8±4,5 або 54,7±5,5 тис. років.

## Мезоліт і неоліт

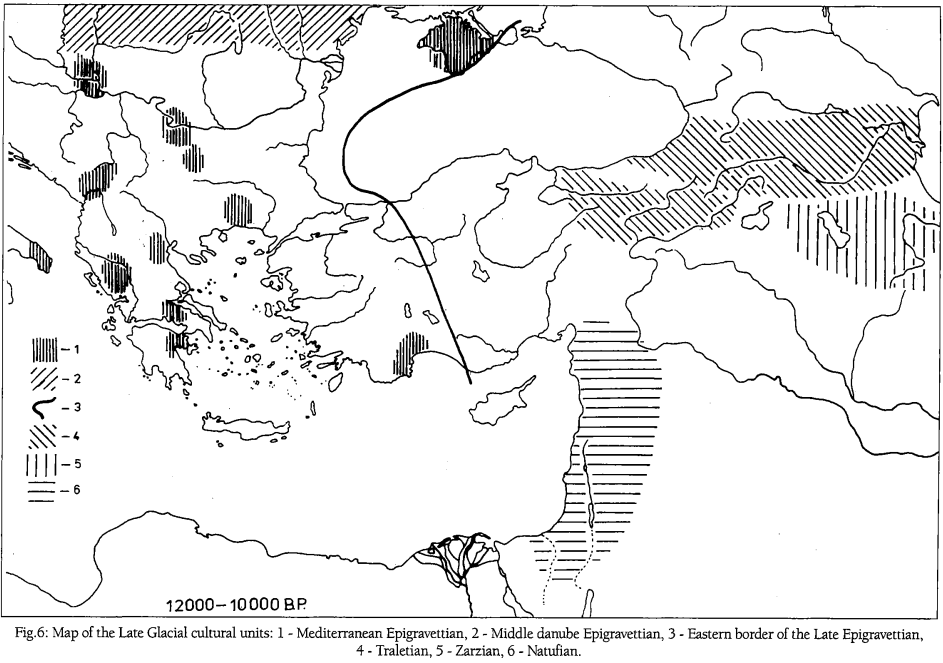
Археологічні культури Близького Сходу за епіпалеоліту

Період епіпалеоліту  (близько 20'000-9'500 до н. е., калібрована хронологія) характеризується значним культурним розмаїттям і широким поширенням мікролітичної технології. На останній стадії епіпалеоліту (близько 12'500-9'500 років до н. е. у регіоні виникла натуфійська культура, а мисливці-збирачі починають переходити до осілого способу життя.
Період неоліту на Близькому Сході традиційно ділиться на докерамічний неоліт A, докерамічний неоліт B і керамічний неоліт. У цей період відбувається неолітична революція — перехід до аграрного суспільства і розвиток місцевих землеробських культур.
Приблизно у 7 тис. до н. е. з території Північної Африки почалося розселення кочових прасемітів.

Культури керамічного неоліту в південному Леванті, Ярмуцька культура - зеленим кольором

Гасульська культура, халколітична за своїм характером, була змішаною землеробською, що заснована на великомасштабній культивації зернових (пшениці та ячменю), інтенсивному вирощуванні городніх рослин, комерційному виробництві вина і оливок, а за способом життя — комбінацією сезонних переселень і кочового пастушого способу життя. На думку американського археолога Ю. Зарінса, гасульська культура розвинулася з більш ранньої культури Мунхата, «біляаравійского кочового пастушого комплексу» — ймовірно найбільш ранніх носіїв семітських мов.
Географічно Південний Левант (Ерец Ісраель, Палестина) ділиться на прибережну рівнину, горбисте нагір'я на сході і долину річки Йордан між Галілейским (Теверіадським) і Мертвим (Солоним) морями. Рівень опадів знижується з півночі на південь, у результаті чого північний регіон (продавній Ізраїль) був більш розвинутим, ніж південний (продавня Юдея).
Завдяки тому, що Палестина з давніх часів перебувала в центрі трьох основних торгових шляхів між континентами, вона стала точкою перетину культурних і релігійних впливів Єгипту, Сирії, Месопотамії та Анатолії (всі географічні назви нижче відносяться до більш пізніх епох):
1. Прибережний шлях: від узбережжя Гази далі на північ до Йоппи і Мегіддо, далі на північ через Біблос до Фінікії та Анатолії.
2. Нагорний шлях: через Негев, Кадеш-Барнеа у Хеврон і Єрусалим, звідти на північ у Самарію, Шхем, Шіло, Бейт-Шеан та Хацор, звідти до Кадеша і Дамаска.
3. Дорога царів: на північ з Ейлата, на схід від Йордану через Амман в Дамаск; цей шлях з'єднувався із дорогою на північ з Ємену та Південної Аравії.

Періодично Палестина страждала від посухи і зниження обсягу опадів, через що кочовий спосіб життя в цих місцях мав перевагу перед землеробським. Цикл кліматичних змін повторювався неодноразово — періоди посухи змінювалися дощовими періодами, у зв'язку з чим розвиток місцевих культур також носив циклічний, залежний від кліматичних періодів характер. Періодичний перехід від сільськогосподарського до кочового способу життя був пов'язаний не тільки з кліматом, але і з виснаженням ґрунту через примітивні методи ведення сільського господарства. У той же час, завдяки зручному торговому положенню, в Ерец Ісраель рано виникли міста як торгові центри. З іншого боку, швидке зростання міст при несприятливому кліматі ставало причиною великої кількості конфліктів як між собою, так і з сусідніми державами, яких приманювало багатство регіону.

## Рання і середня Бронзова доба
Розвиток міст Ханаану істотно відставав не тільки від Єгипту і Месопотамії, але навіть від Сирії, де з 3500 р. до н. е. виникло велике місто в Хамукарі. Це місто, яке було завойоване імовірно вихідцями з Урука, підтримувало торгівельні зв'язки з південним Іраком.
Після кінця археологічної фази Урук (початок 3-го тисячоліття до н. е.) в Амуку, Сирії, і Ханаані спостерігається приплив людей, що створили кераміку типу Хірбет-Керак, які прийшли із Загроських гір на схід від річки Тигр (див. Кура-аракська культура). На думку ряду дослідників, це були хурити, яких іноді ототожнюють з біблійним народом «хорити» (Хорреї, Буття 14:6, 36:20, Повторення закону 2:12).
Сплеск міського розвитку спостерігається в ранньому бронзовому столітті — це такі поселення, як Ебла, яка близько 2'300 р. до н. е. була включена до імперії Саргона, і Нарам-Сін. Архіви Ебли згадують цілий ряд біблійних міст, у тому числі Хацор, Єрусалим та ін.
У наступний період — середнього бронзового століття — «амореї» прибувають з Сирії до південного Іраку; цю подію Олбрайт і ряд інших археологів ототожнюють з прибуттям сімейства Авраама в Ур. У цей період спостерігається кульмінація розвитку міст на території Сирії і Палестини. На думку деяких археологів, головним містом-державою регіону в цей час було місто Хацор. Саме в цей період семітські племена у великій кількості прибувають в регіон дельти Нілу в Стародавньому Єгипті.